# George Reiffenstein
George Patten Reiffenstein, detto Pat (Carleton County, 17 marzo 1883 – Whitby, 9 giugno 1932), è stato un canottiere canadese.
Reiffenstein partecipò ai Giochi olimpici di Saint Louis 1904 con la squadra Argonaut Rowing Club di Toronto nella gara di otto, in cui conquistò la medaglia d'argento.

## Palmarès
| Anno | Manifestazione  | Sede        | Evento | Risultato |
| ---- | --------------- | ----------- | ------ | --------- |
| 1904 | Giochi olimpici | Saint Louis | Otto   | Argento   |